# Pascal Broulis
Pascal Broulis, né le 3 avril 1965 à Sainte-Croix, est une personnalité politique suisse, membre du Parti libéral-radical.
Il est membre du Conseil d'État du canton de Vaud de juillet 2002 à juin 2022, à la tête du département des finances, puis élu conseiller aux États à la fin 2023.

## Biographie
Pascal Broulis naît le 3 avril 1965 à Sainte-Croix, dans le canton de Vaud. Il est le fils d'un ouvrier grec, employé de l'usine de machines à écrire Hermès,, et d'une Vaudoise. Il est naturalisé suisse, même si sa mère est originaire de L'Auberson,.
Après une formation d'employé de commerce, il entame une carrière professionnelle au sein du Crédit foncier vaudois puis à la Banque cantonale vaudoise. En 2000, il devient directeur adjoint de sa division logistique.
Il a le grade de caporal au sein de l'Armée suisse.
Il est marié à une physiothérapeute d'origine hollandaise. Ils ont un fils.

## Parcours politique
Élu en 1985 conseiller communal de sa commune de Sainte-Croix, il accède au Grand Conseil du canton de Vaud en 1990, à l'âge de 25 ans. Il est alors le plus jeune député du canton. Il y préside la commission des finances.

### Conseil d'État
Élu conseiller d'État en 2002, en première position des candidats de la droite, il prend en charge le département des finances et préside le Conseil en 2006. Réélu en 2007 au premier tour, il voit ses prérogatives étendues avec le département des finances et des relations extérieures en assurant la présidence du Conseil pendant toute la législature. À ce titre, il préside le Conseil du Léman en 2008 et 2009.
Le 6 août 2009, il annonce sa candidature à la succession de Pascal Couchepin au Conseil fédéral, mais il n'est pas retenu dans le ticket final du Parti libéral-radical (PLR).
Le 11 mars 2012, il est réélu au Conseil d'État au premier tour, en deuxième position,. Il incarne avec Pierre-Yves Maillard, qui lui succède à la présidence du gouvernement, le « compromis dynamique » à la vaudoise,,,, où la droite s'entend avec la gauche pour faire passer des projets, tels que la réforme de l'imposition des entreprises en 2016, en prévoyant des compensations sociales comme une augmentation des allocations familiales et des subsides pour l'assurance-maladie,. Ils sont pendant deux législatures les hommes forts du gouvernement (les « mâles alpha »,) et leur tandem est surnommé par contrepèterie « Brouillard et Malice »,,,,.
Il est à nouveau réélu au premier tour le 30 avril 2017, en tête de tous les candidats, devenant le premier élu au Conseil d’État vaudois à dépasser la barre des 100 000 suffrages (100 051) et de 60 % des voix exprimées (60,42 %).
En février 2018, il est attaqué sur la répartition de ses impôts entre Sainte-Croix et Lausanne. Rendant publique une triple expertise, le Conseil d’État constate le 30 mai 2018 qu’il « n’a bénéficié d’aucun traitement de faveur et été taxé dans le respect des règles et procédures ». La même année, il est critiqué pour des voyages auxquels il participe avec d'autres personnalités romandes en compagnie du milliardaire suédois Frederik Paulsen : soupçonné d'acceptation d'un avantage, il est blanchi par le ministère public à l'issue des investigations préliminaires un mois plus tard, en octobre 2018. En février 2019, il lance une action civile contre Tamedia en raison de « la répétition d'articles à charge » signés par un journaliste du Tages-Anzeiger,,.
Le 19 août 2021, il annonce qu'il ne se présentera pas pour un cinquième mandat et qu'il se retirera donc du gouvernement le 30 juin 2022. Selon le quotidien vaudois 24 Heures, « Pascal Broulis restera comme l'artisan principal du redressement des finances vaudoises ».

### Conseil aux États
Le 22 novembre 2022, il se porte candidat à l'investiture de son parti pour succéder à Olivier Français au Conseil des États. Le 9 décembre 2022, il est désigné candidat par les délégués de son parti, qui le préfèrent à sa concurrente Jacqueline de Quattro par 213 voix contre 136.
Il est élu au deuxième tour le 12 novembre 2023, s'imposant par 53,6 % des voix face au Vert Raphaël Mahaim. Il siège au sein de la Commission des finances (CdF), de la Commission de la politique de sécurité (CPS) et de la Commission des institutions politiques (CIP).

## Autres mandats
Après son retrait du Conseil d'État vaudois, il devient président du conseil d'administration du parc technologique Y-Parc à Yverdon.
En octobre 2022, il est nommé président de la Fondation de l'École suisse d'archéologie en Grèce, succédant à Pascal Couchepin. Il entre par ailleurs peu auparavant au conseil d'administration d'ELCA Informatique.

## Prix et décorations
Il obtient la mention « Manque pas de souffle » au Grand prix du maire de Champignac en 2008 pour ses phrases : « Mais pour moi, tout travail mérite salaire, et pas l'inverse » et « À coup de questions mal posées, le Centre droit s'époumone à chercher des équilibres que l'air du temps s'évertue à déchirer, alors qu'une droite dure a fait son apparition, exigeant une politique de droite sans compromis » en tant que conseiller d'État vaudois.

## Publications
- Le Petit Broulis illustré, éd. Presse du Belvédère, Sainte-Croix, 2006  (ISBN 978-2-88419-089-3).
- L'impôt heureux, Éditions Favre, Lausanne, 2011  (ISBN 978-2-8289-1248-2)[39].
- Fragile pouvoir, éd. Mon Village, Sainte-Croix, 2016  (ISBN 978-2-8819-4343-0).